# Котлассии
Котла́ссии (лат. Kotlassia) — род вымерших рептилиоморф из семейства Kotlassiidae отряда сеймуриаморф, живших во времена пермского периода (265,0—252,3 млн лет назад) на территории европейской части современной России. Включает единственный типовой вид Kotlassia prima.

## История изучения
Впервые описана В. П. Амалицким в 1898 году в костеносных линзах песков «Соколки» верхнепермских отложений на берегах реки Северная Двина, у деревни Новинки, рядом с городом Котлас, в честь которого и дано название.

## Описание
Череп полукруглый, низкий. Тело длинное, конечности короткие. Длина до 120 см. Питалась рыбой, по образу жизни могла напоминать современных гигантских саламандр. При дополнительном описании котлассии в 1935 году А. Гартман-Вейнберг и, затем, в 1944 году А. П. Быстров предположили наличие у неё спинного панциря из множества прямоугольных скульптированных пластинок. Сейчас выяснилось, что пластинки принадлежали хрониозухам.

## Систематика
Родственник сеймурии из нижней перми Северной Америки.
К семейству котлассиид (Kotlassiidae) относятся также более древние формы: биармика (Biarmica tchudinovi) и лепторофа (Leptoropha talonophora) из Очерского комплекса (Голюшерминская фауна) и некоторые другие, иногда выделяемые в отдельные семейства (например, микрофон (Microphon) — из Ильинского комплекса). Из них биармика и лепторофа могли питаться водорослями.